# Fissurella
Genre
Synonymes
- voir paragraphe #Synonymes

Fissurella est un genre de mollusques gastéropodes appartenant à la famille des Fissurellidae.

## Synonymes
- genre Balboaina Pérez Farfante, 1943[1]
- sous-genre Fissurella (Cremides) H. Adams & A. Adams, 1854[1]

## Liste des espèces
Selon World Register of Marine Species (27 novembre 2018) :
- Fissurella afra Quoy & Gaimard, 1834

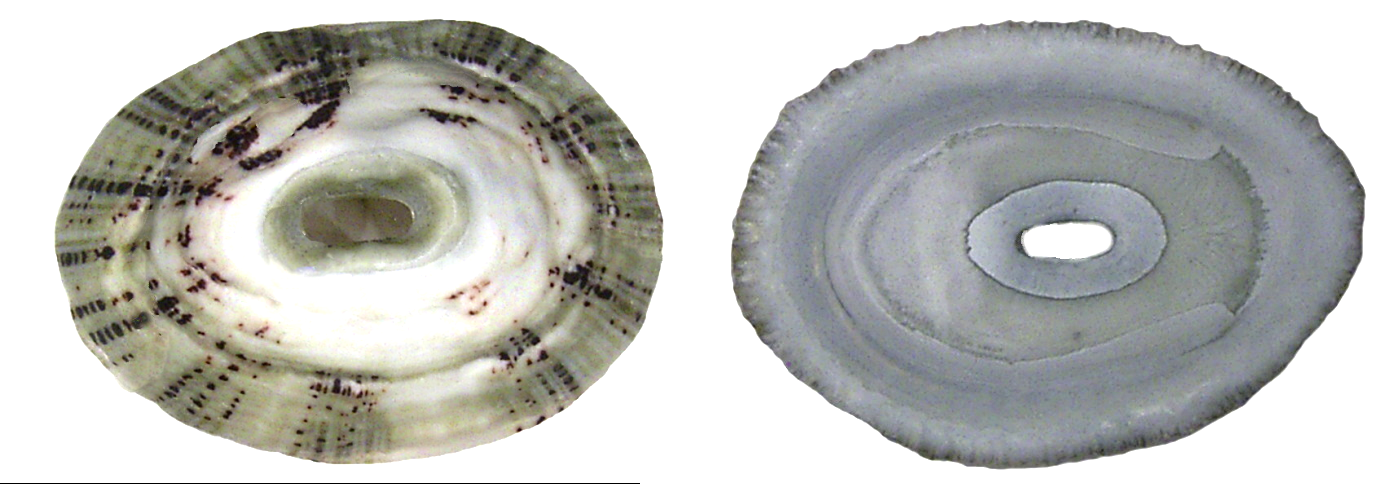
Fissurella virescens (deux faces)

- Fissurella alabastrites Reeve, 1849
- Fissurella altior Meyer & Aldrich, 1896 †
- Fissurella angusta (Gmelin, 1791)
- Fissurella apicifera Lozouet, 1999 †
- Fissurella asperella G. B. Sowerby I, 1835
- Fissurella barbadensis (Gmelin, 1791)
- Fissurella barbouri Pérez Farfante, 1943
- Fissurella bravensis F. Salvat, 1967
- Fissurella bridgesii Reeve, 1849
- Fissurella calypso F. Salvat, 1967
- Fissurella clenchi Pérez Farfante, 1943
- Fissurella coarctata King, 1832
- Fissurella costaria Deshayes, 1824
- Fissurella costata Lesson, 1831
- Fissurella crassa Lamarck, 1822
- Fissurella cumingi Reeve, 1849
- Fissurella cyathulum Reeve, 1850
- Fissurella decemcostata McLean, 1970
- Fissurella deroyae McLean, 1970
- Fissurella emmanuelae Métivier, 1970
- Fissurella fascicularis Lamarck, 1822
- Fissurella fischeri F. Salvat, 1967
- Fissurella formosa F. Salvat, 1967
- Fissurella gaillardi F. Salvat, 1967
- Fissurella gemmata Menke, 1847
- Fissurella hendrickxi Suárez-Mozo & Geiger, 2017
- Fissurella latimarginata G. B. Sowerby I, 1835
- Fissurella limbata G. B. Sowerby I, 1835
- Fissurella longifissa G. B. Sowerby II, 1862
- Fissurella macrotrema G. B. Sowerby I, 1835
- Fissurella maxima G. B. Sowerby I, 1834
- Fissurella mesoatlantica Simone, 2008
- Fissurella microtrema G. B. Sowerby, 1835
- Fissurella morrisoni McLean, 1970
- Fissurella mutabilis G. B. Sowerby I, 1835
- Fissurella natalensis Krauss, 1848
- Fissurella nigra Lesson, 1831
- Fissurella nigrocincta Carpenter, 1856
- Fissurella nimbosa (Linnaeus, 1758)
- Fissurella nodosa (Born, 1778)
- Fissurella nubecula (Linnaeus, 1758)
- Fissurella obscura G. B. Sowerby I, 1834
- Fissurella oriens G. B. Sowerby I, 1834
- Fissurella peruviana Lamarck, 1822
- Fissurella picta (Gmelin, 1791)
- Fissurella pulchra G. B. Sowerby I, 1834
- Fissurella punctata Pérez Farfante, 1943
- Fissurella radiosa Lesson, 1831
- Fissurella robusta G.B. Sowerby III, 1889
- Fissurella rosea (Gmelin, 1791)
- Fissurella rubropicta Pilsbry, 1890
- Fissurella salvatiana Christiaens, 1974
- Fissurella schrammii P. Fischer, 1857
- Fissurella spongiosa Carpenter, 1857
- Fissurella subrostrata Gray in G. B. Sowerby I, 1835
- Fissurella verna Gould, 1846
- Fissurella virescens G. B. Sowerby, 1835
- Fissurella volcano Reeve, 1849

## Galerie

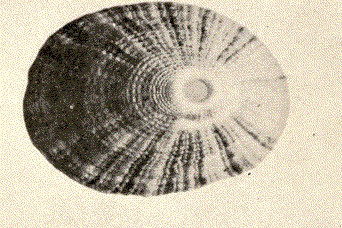
Fissurella alternata
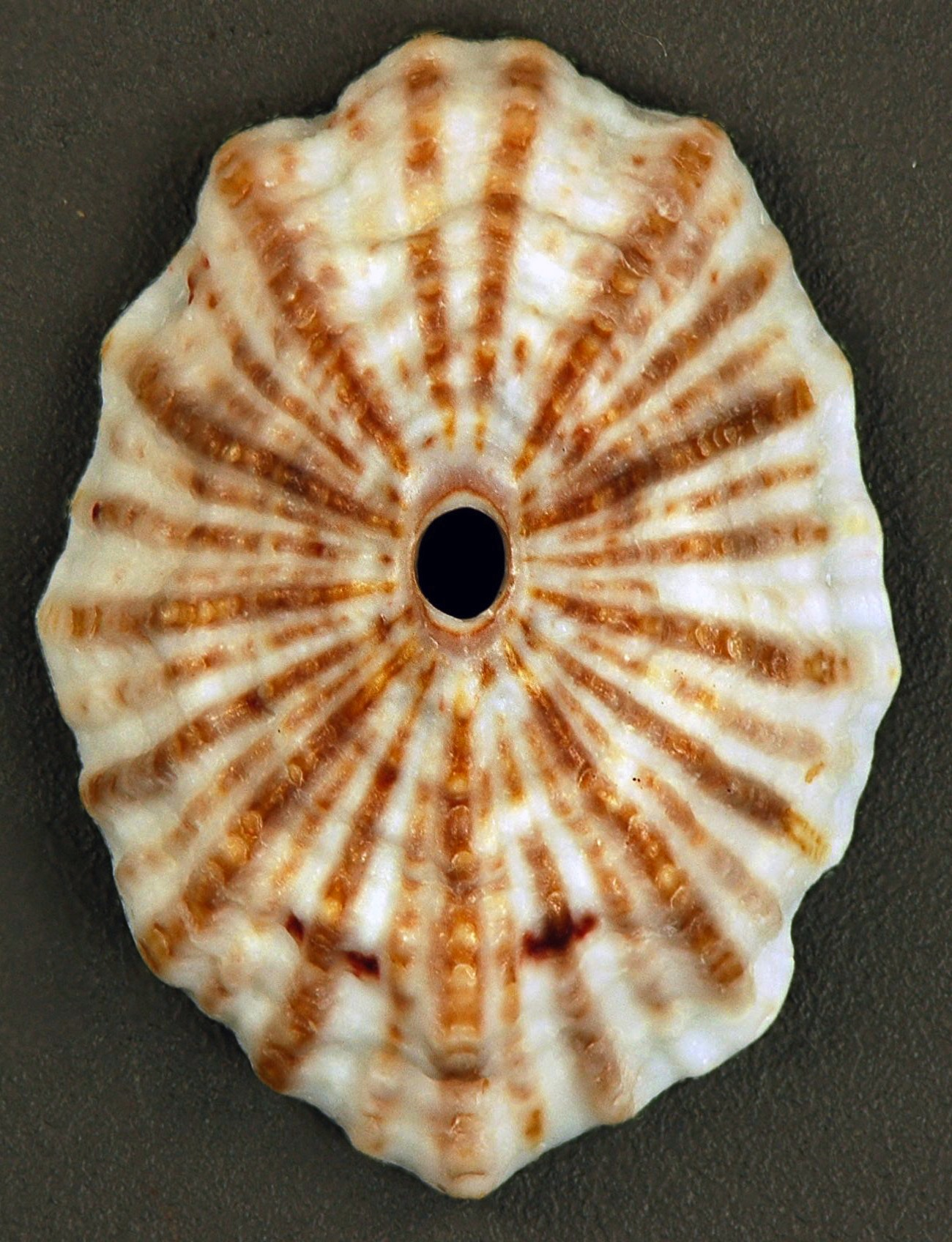
Fissurella barbadensis
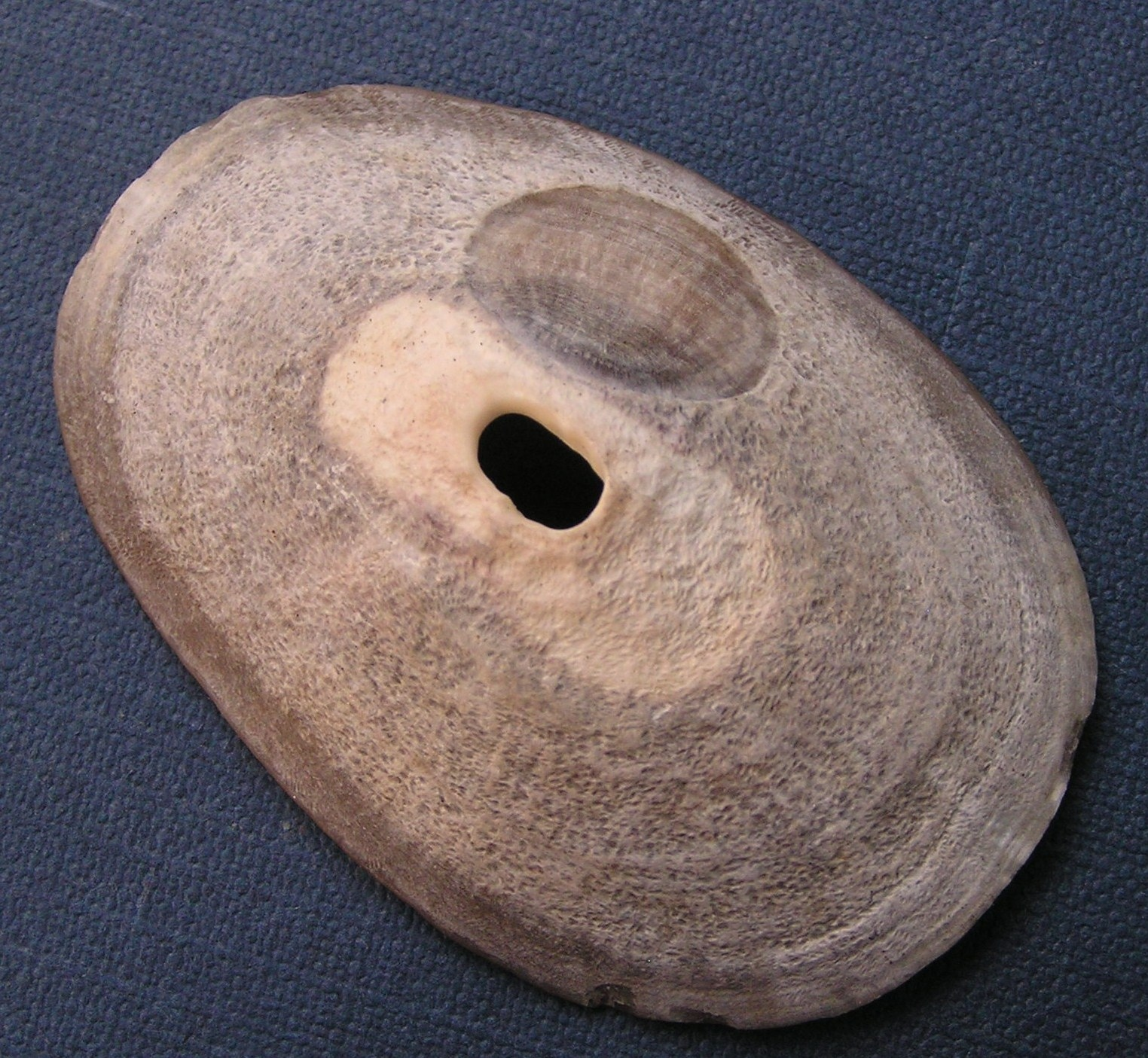
Fissurella bridgesii
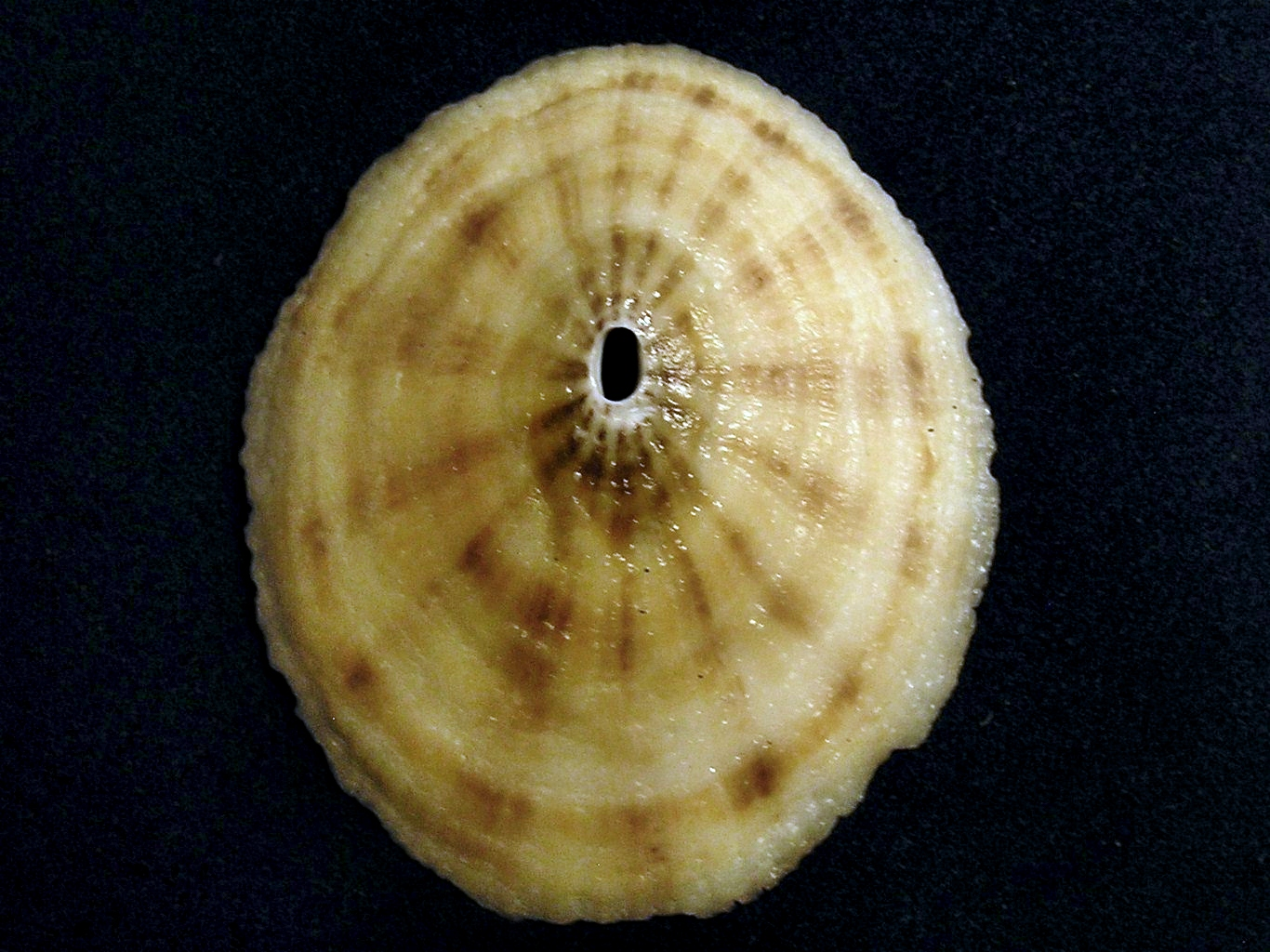
Fissurella costata
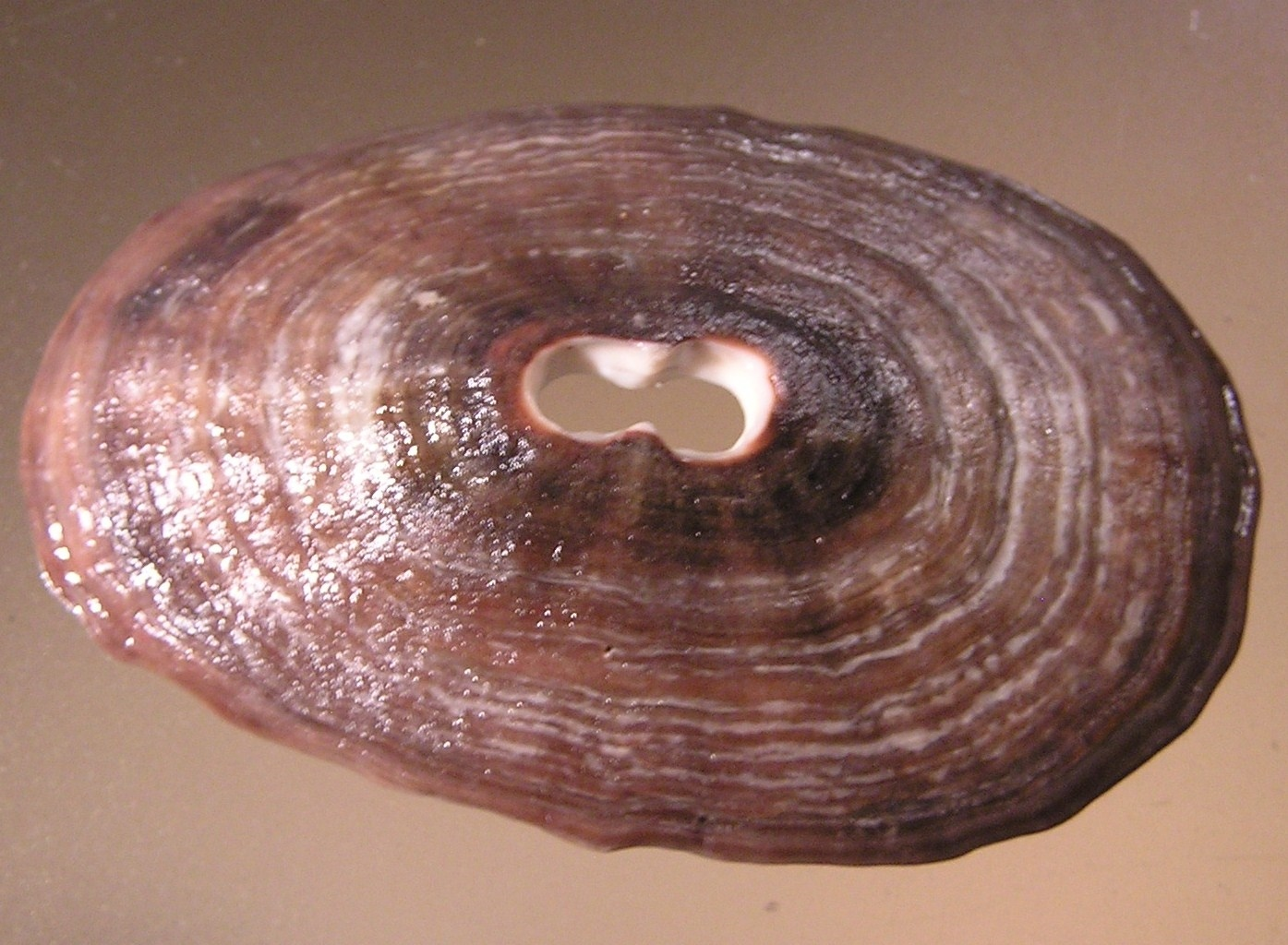
Fissurella crassa
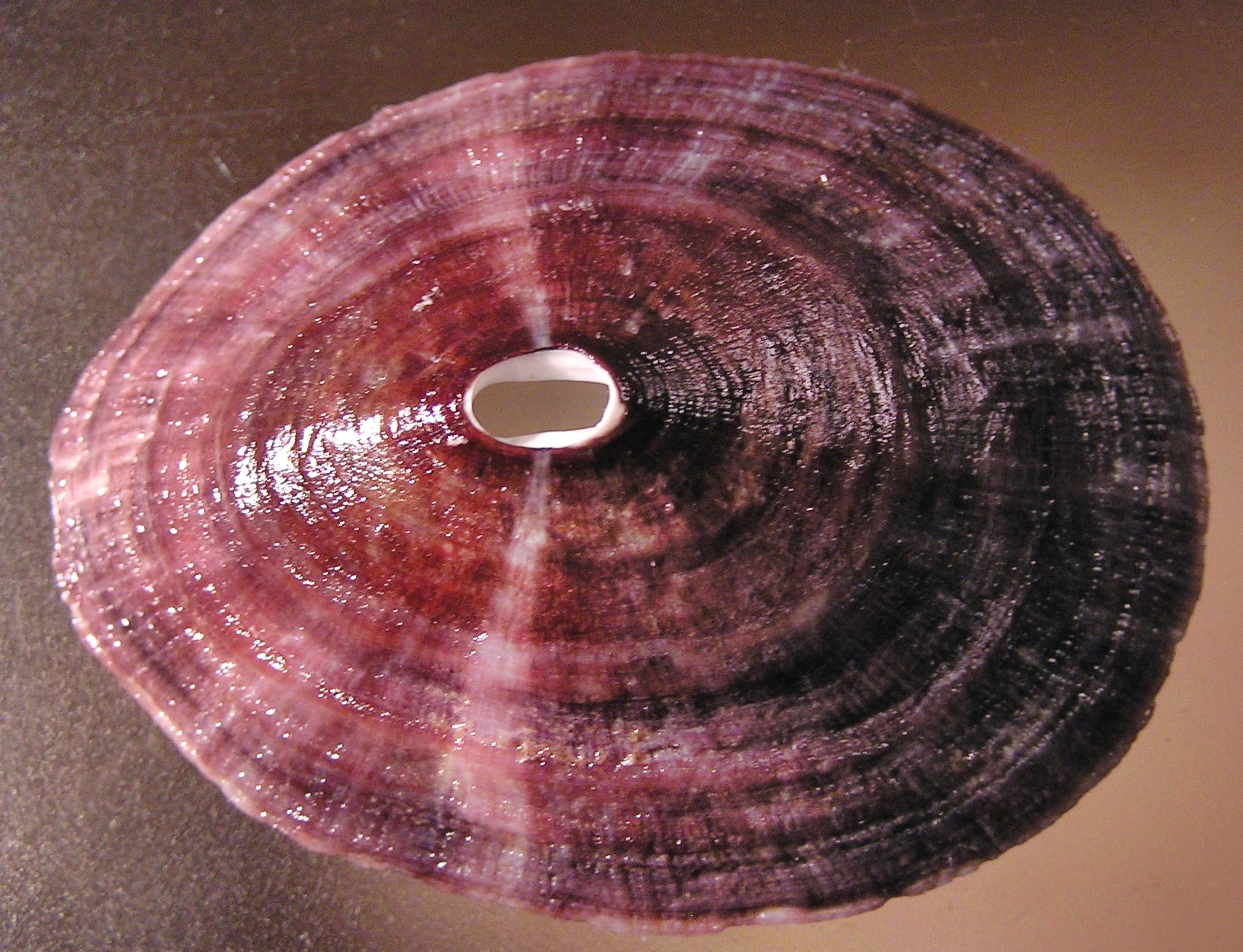
Fissurella latimarginata
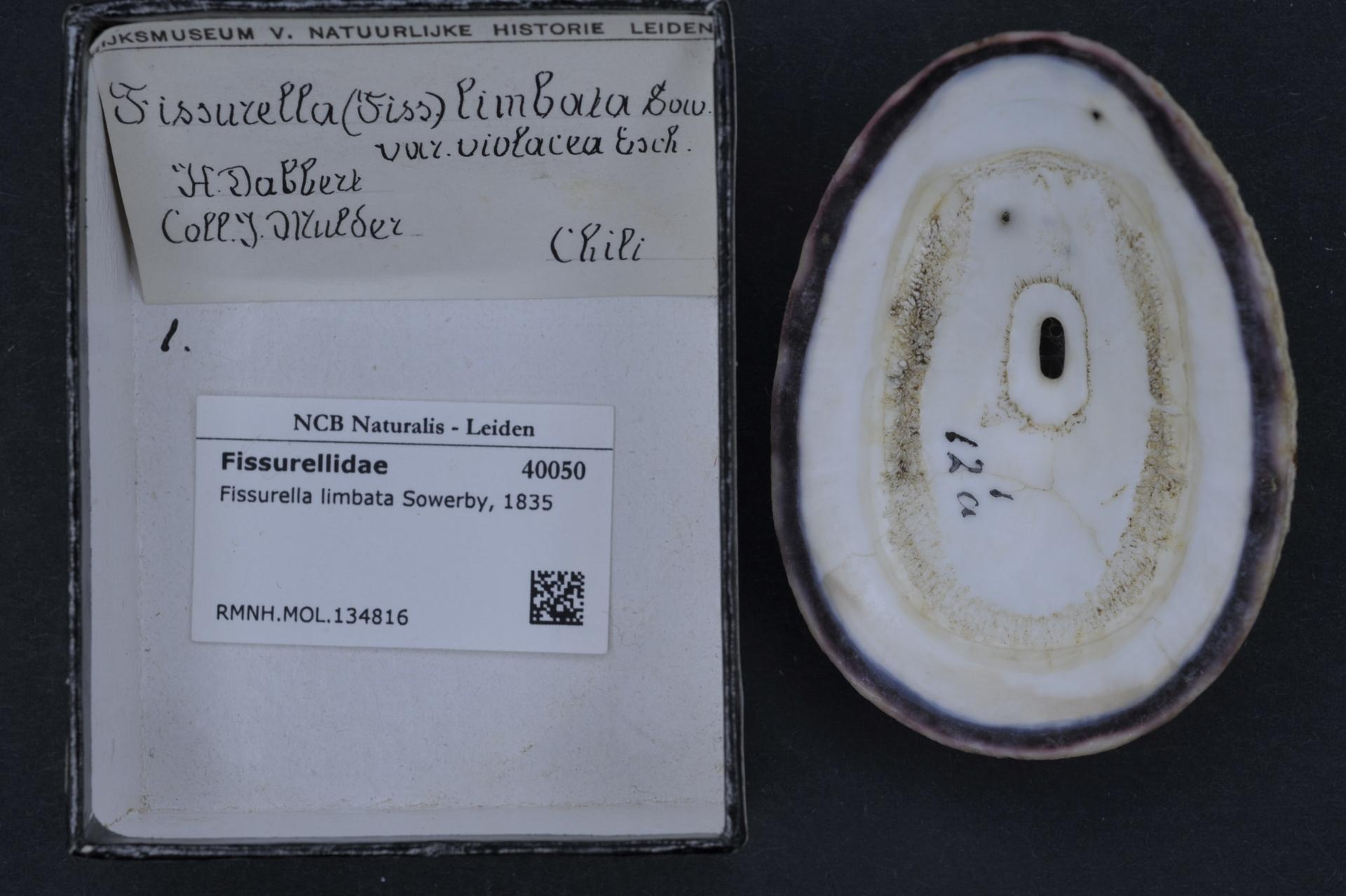
Fissurella limbata
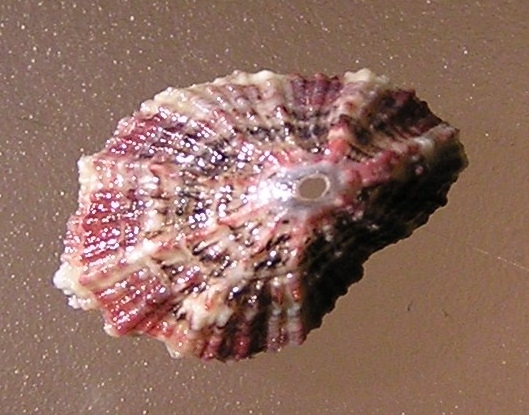
Fissurella macrotrema
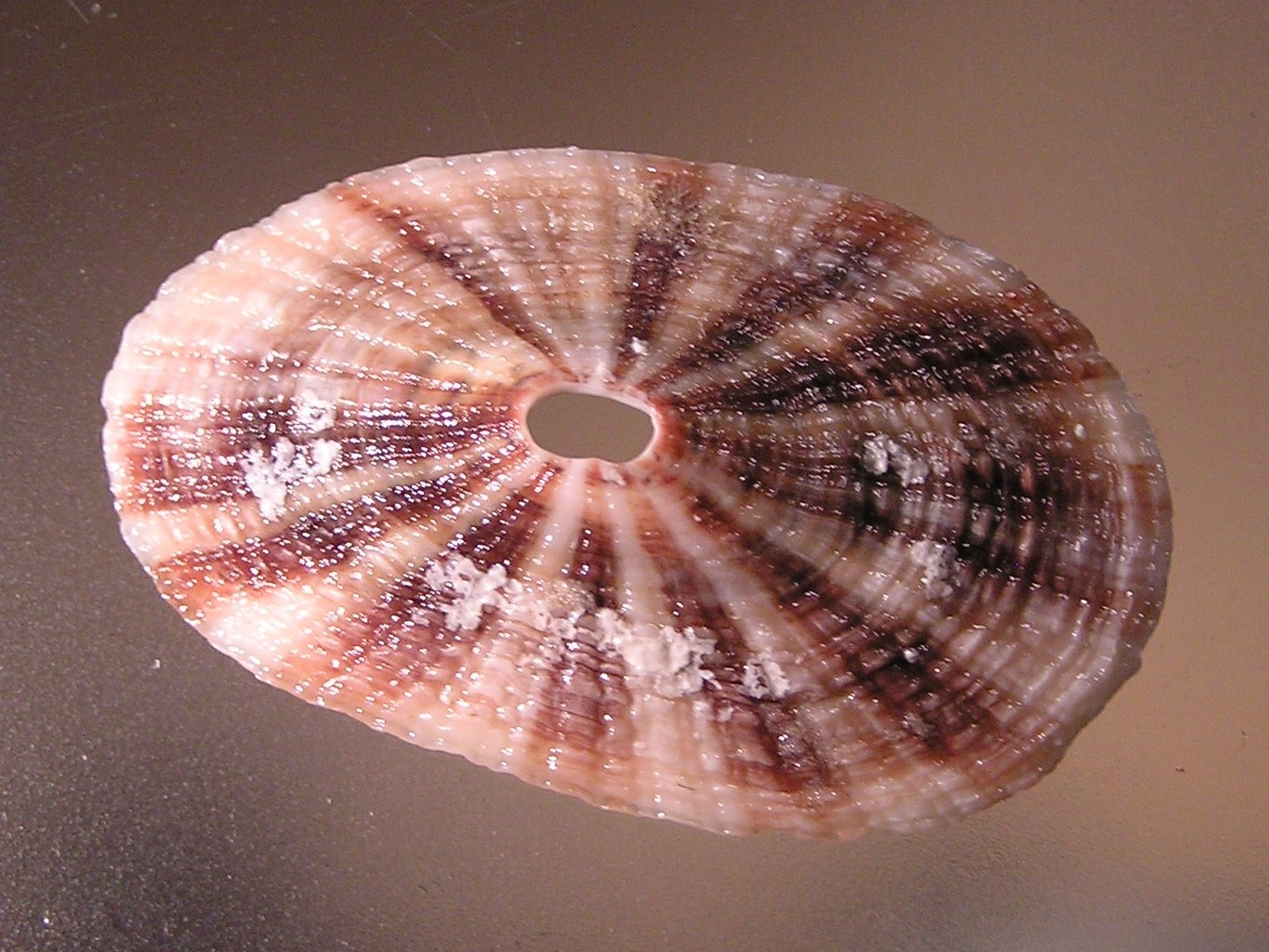
Fissurella maxima
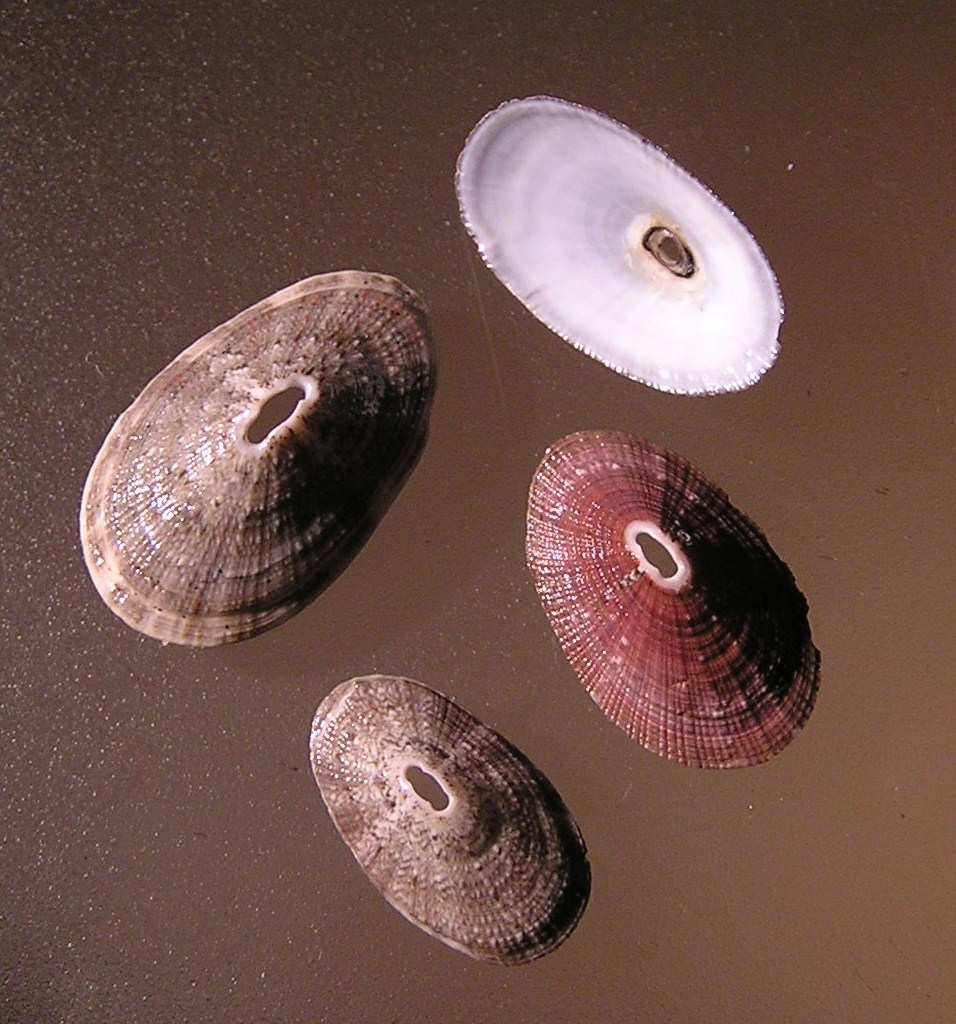
Fissurella mutabilis
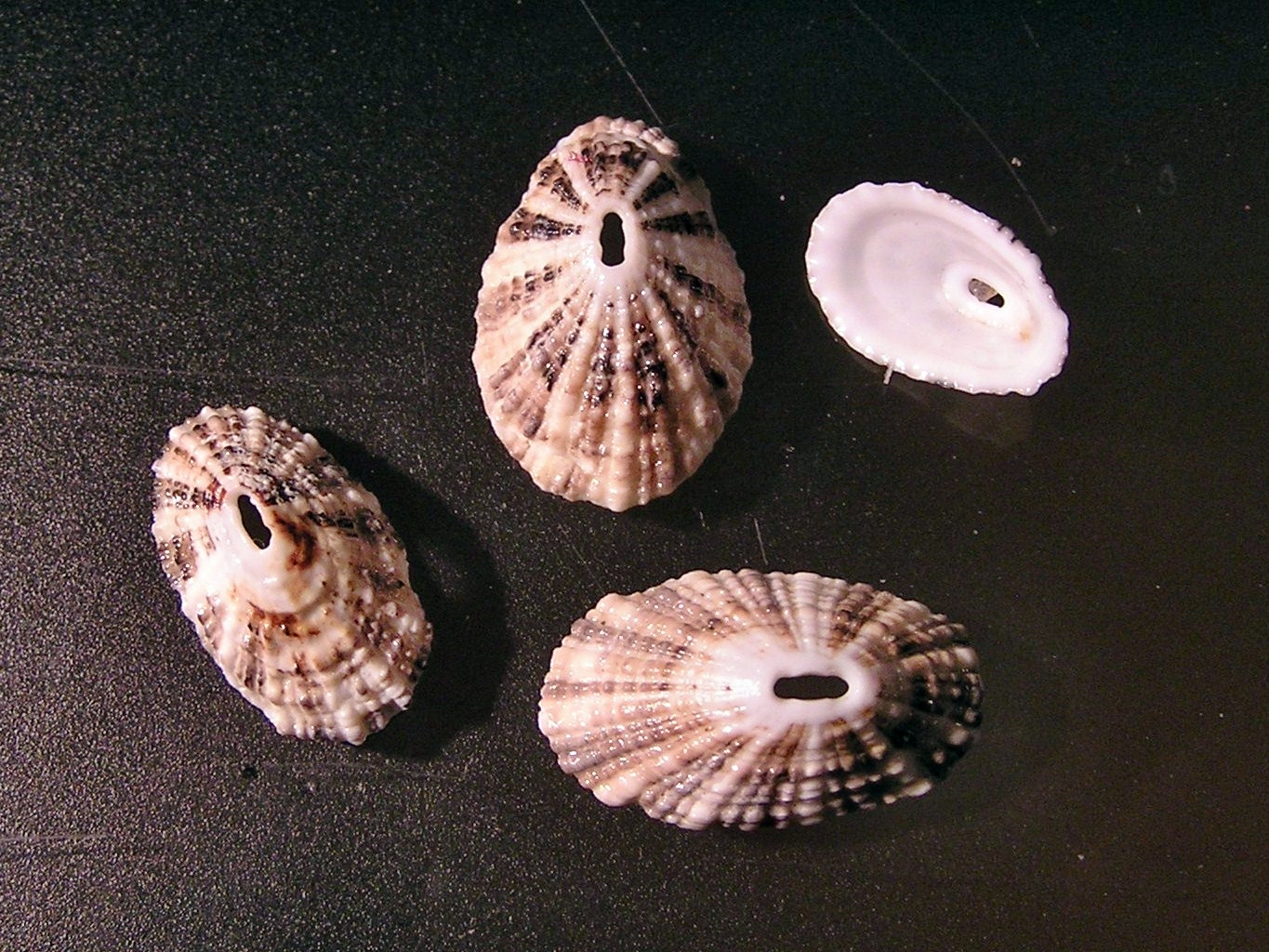
Fissurella natalensis
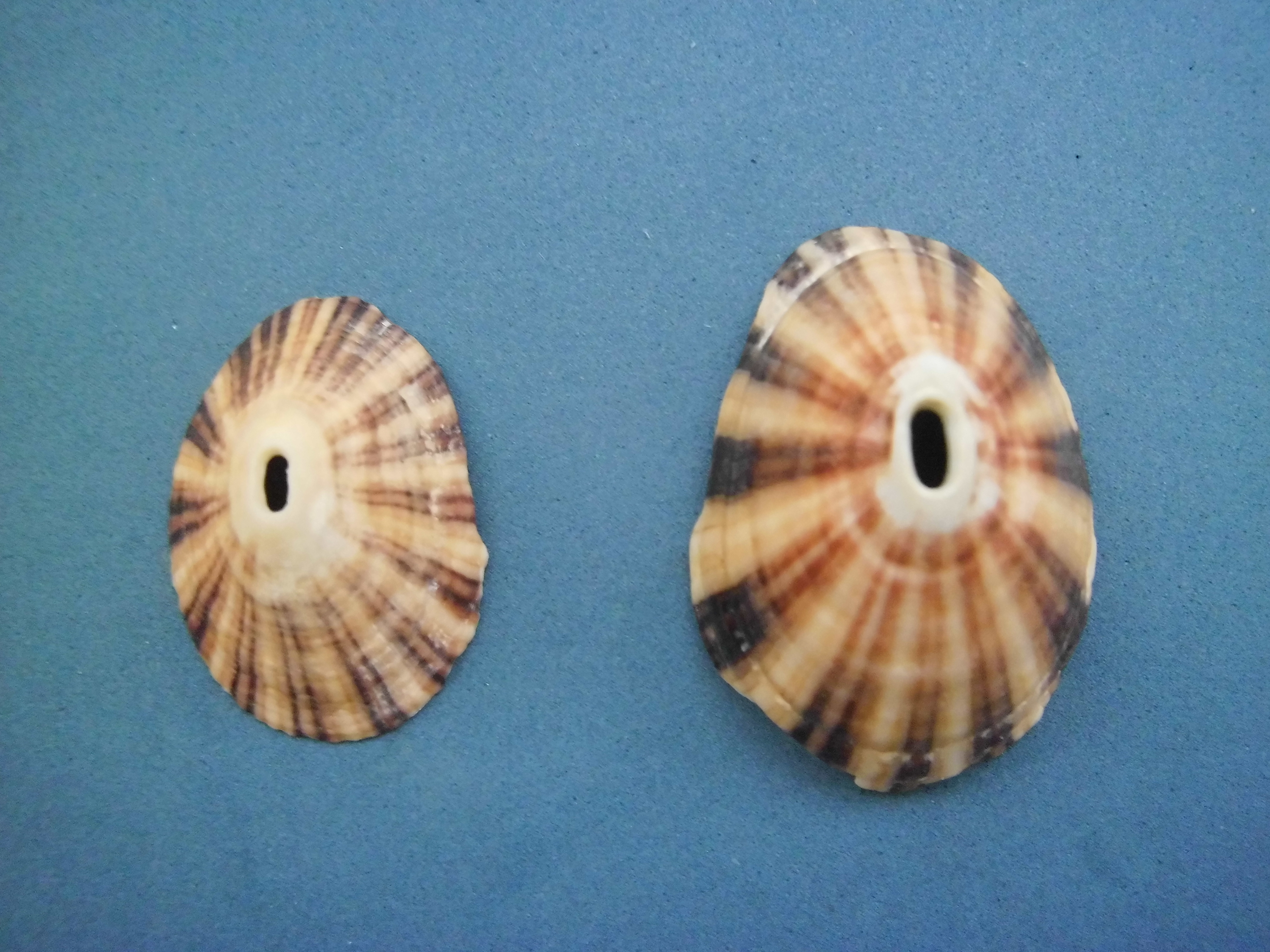
Fissurella nimbosa
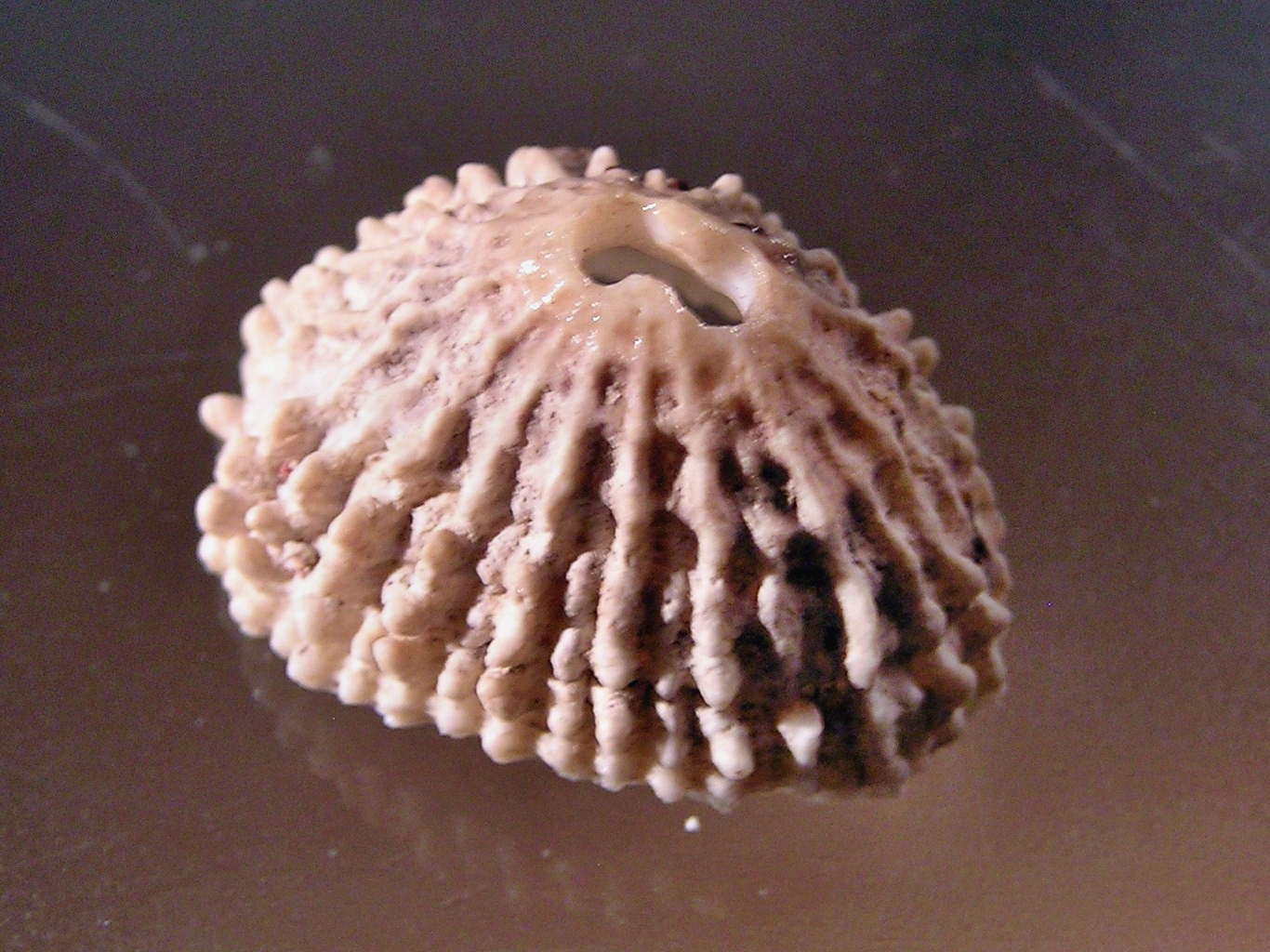
Fissurella nodosa
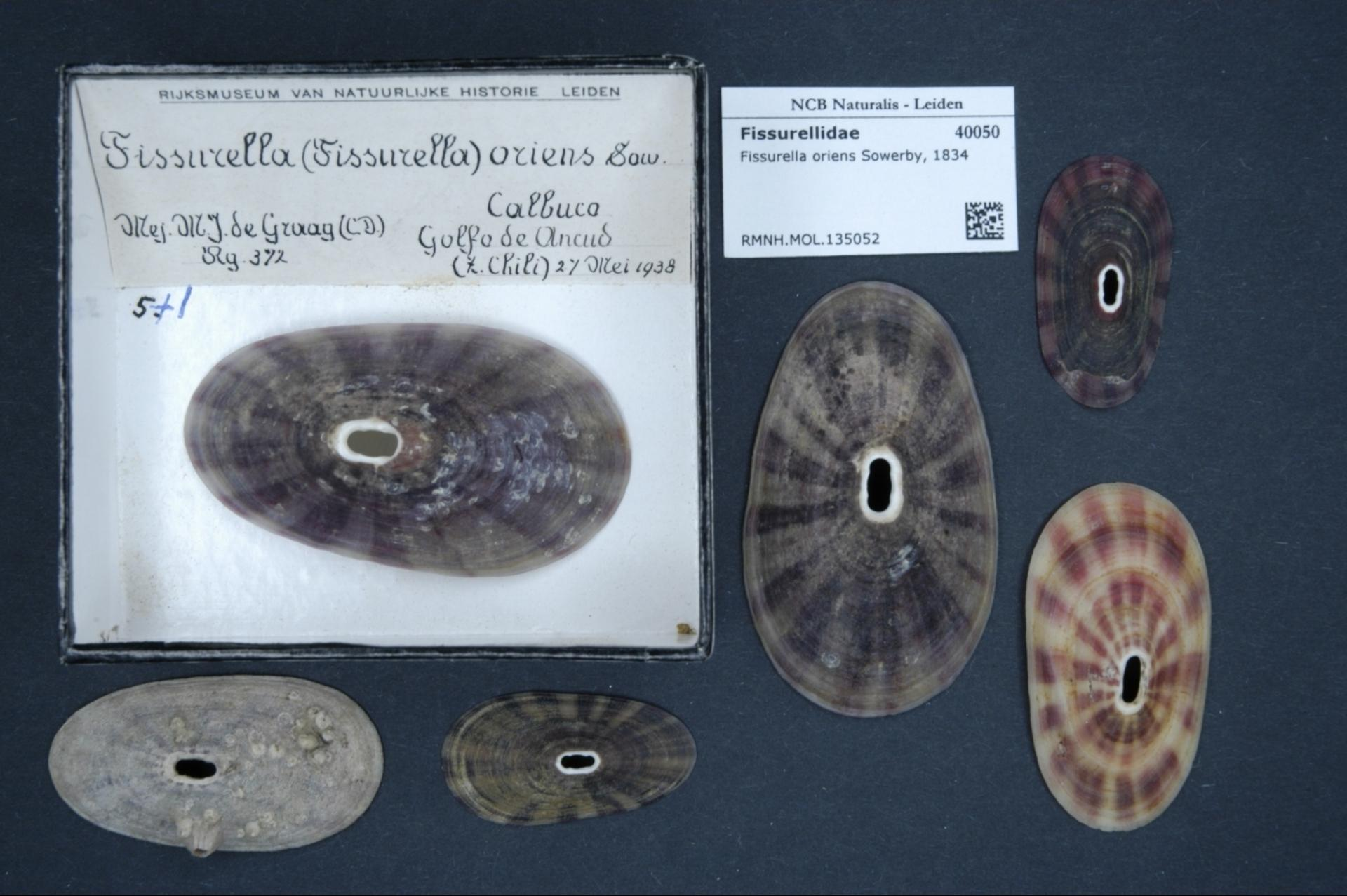
Fissurella oriens
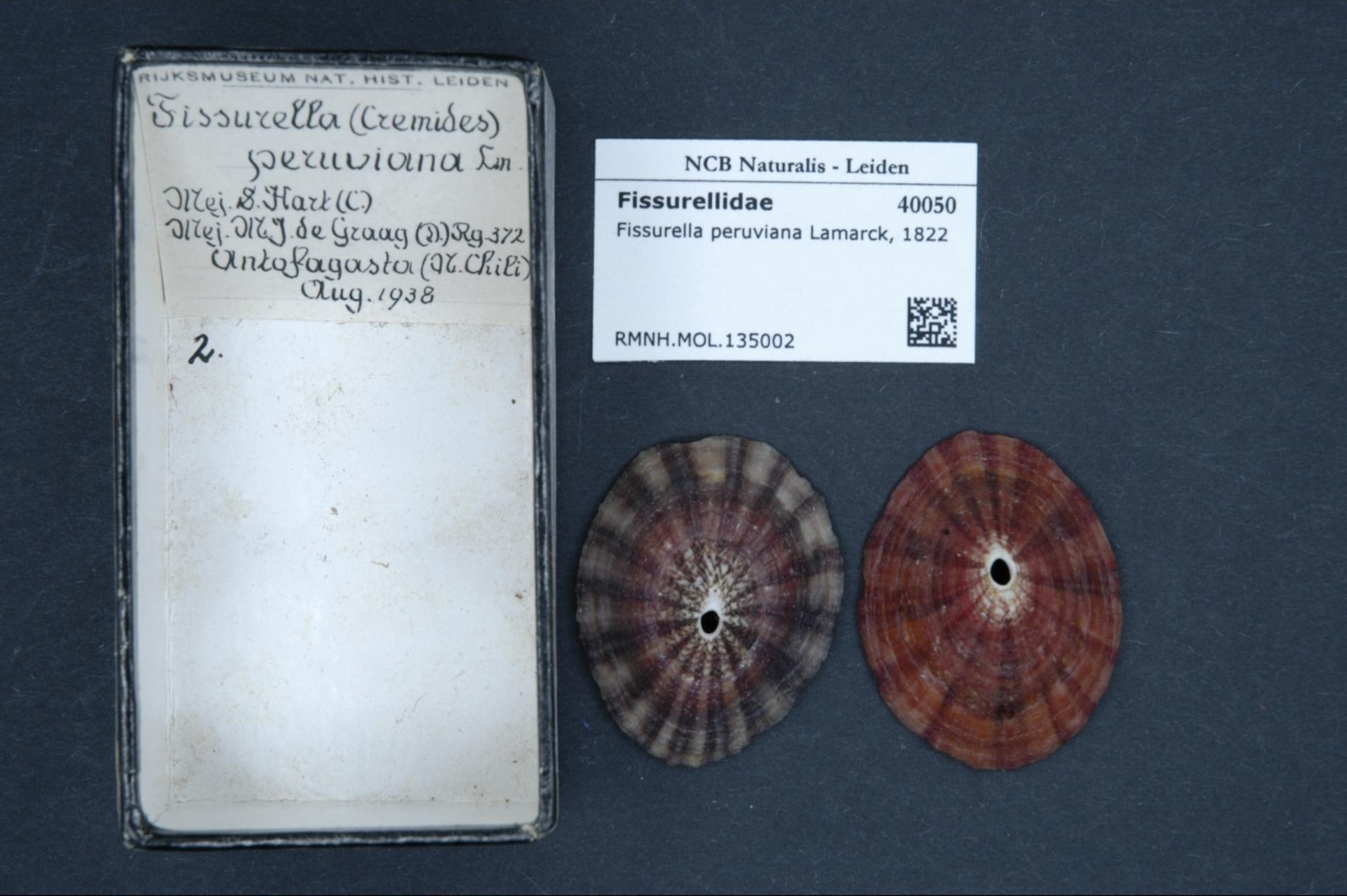
Fissurella peruviana
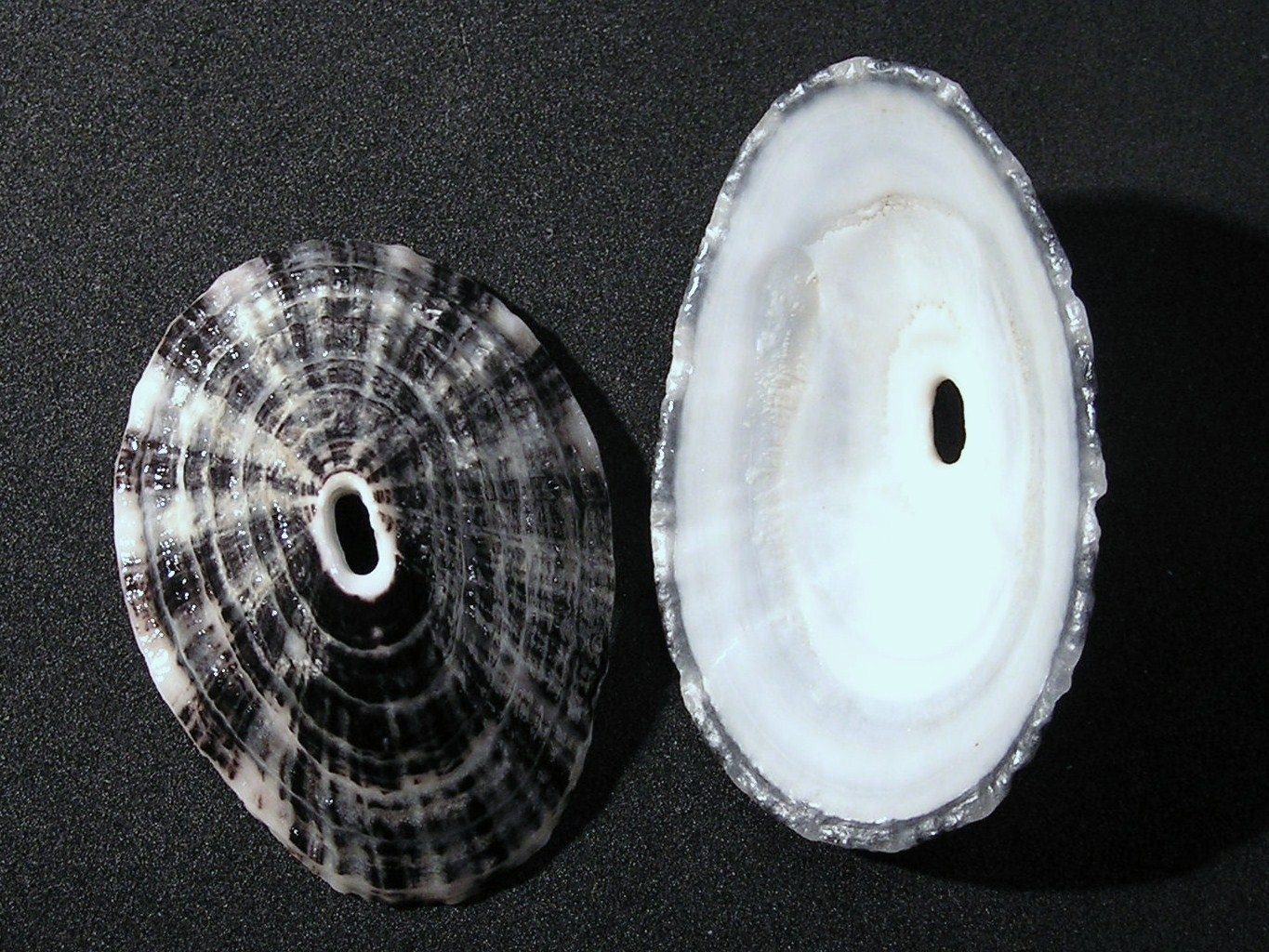
Fissurella picta
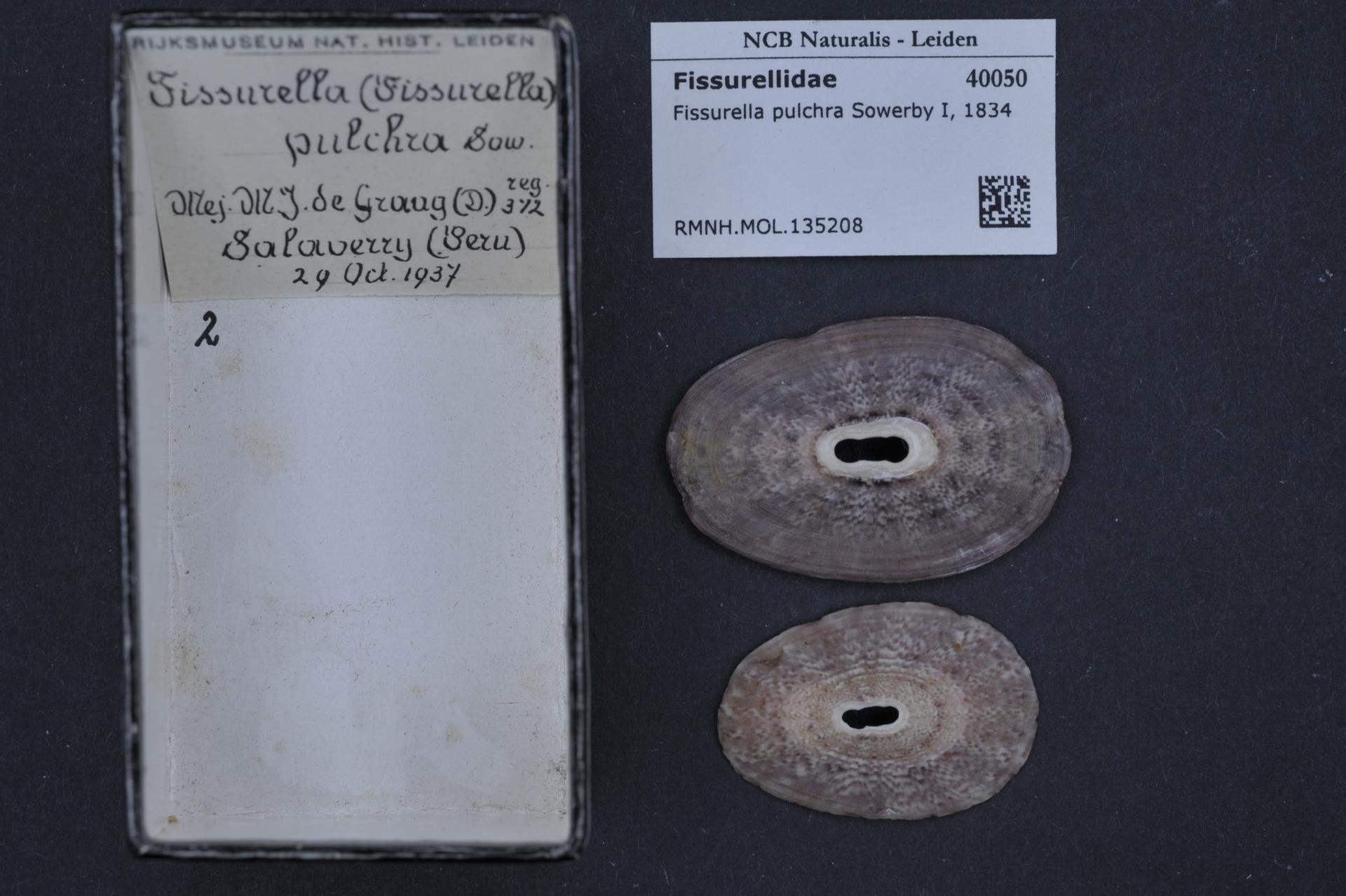
Fissurella pulchra
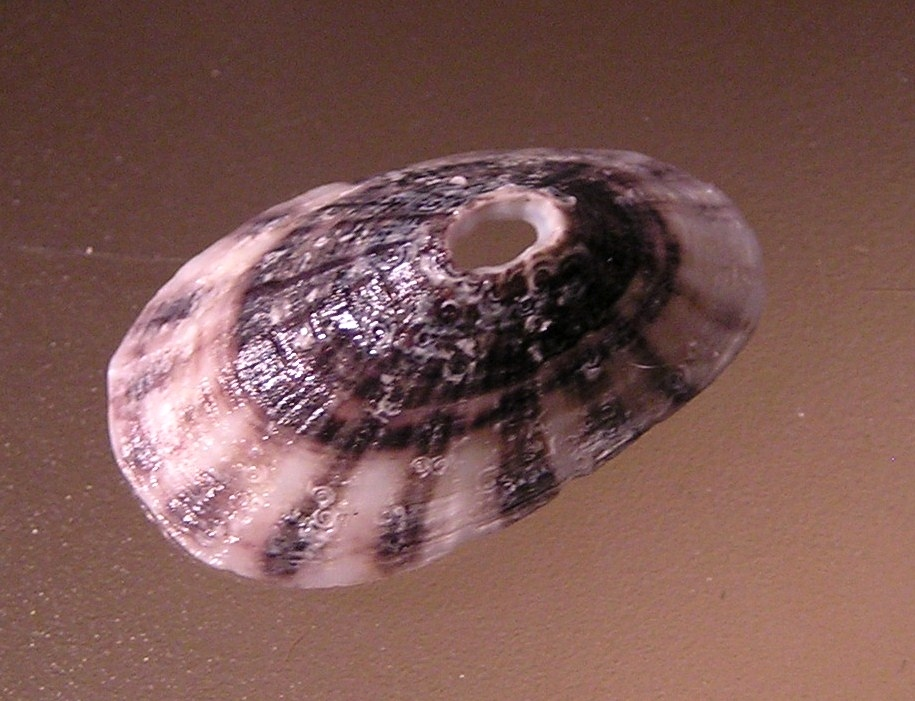
Fissurella radiosa
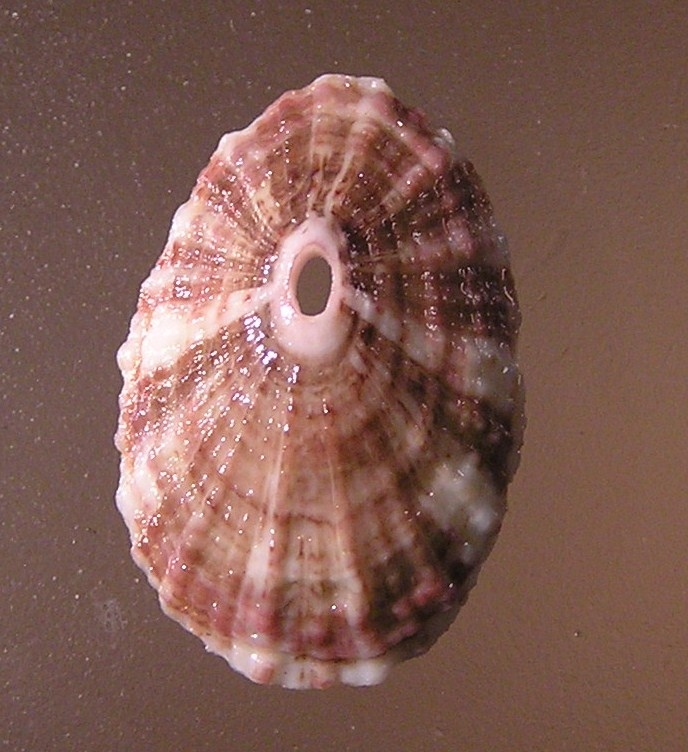
Fissurella rosea
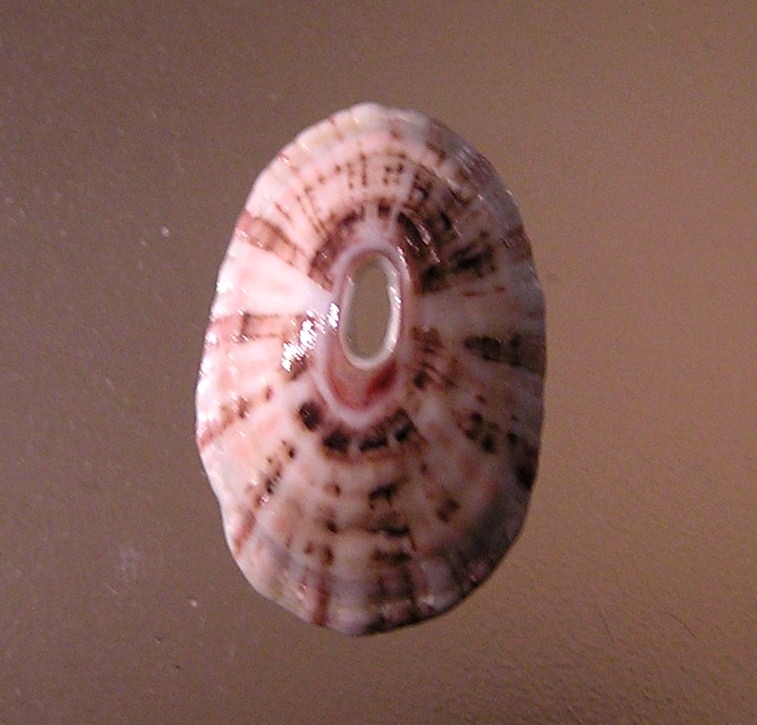
Fissurella rubropicta
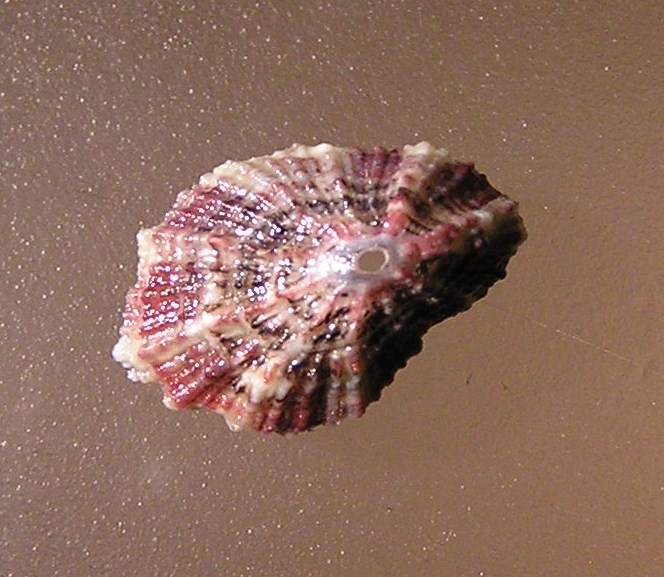
Fissurella virescens
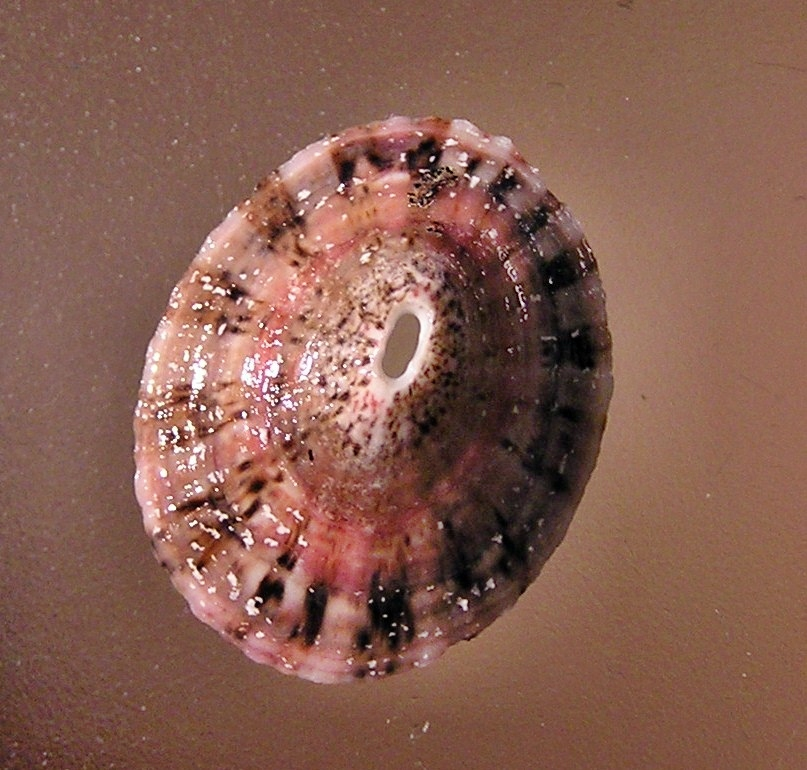
Fissurella volcano